# マルセロ・アスカラガ・パルメロ
マルセロ・デ・アスカラガ・パルメロ（スペイン語: Marcelo de Azcárraga Palmero, マニラ、1832年9月4日 - マドリード、1915年5月30日）はスペインの軍人・政治家。アルフォンソ13世の治世下で首相を務めた。

## 生い立ち
フィリピン・マニラでビスカヤ県出身の父ホセ・アスカラガと母マリア・パルメロの間に生まれる。
マニラの聖トマス大学で法学を学び、その後進学した海洋学校では数学で首席となった。士官学校入学のため父によってスペイン本土に送られ、3年後には大尉に任官されている。
23歳で聖フェルナンド勲章を授与されている。その後メキシコ、キューバやサント・ドミンゴといった海外を訪れている。フアン・プリム将軍率いるメキシコ遠征軍やサント・ドミンゴ遠征に参加後、1866年にスペインへと帰国した。その後キューバへと戻り、フェセル銀行・保険会社（Banco y Casa de Seguros Fesser）の創業・経営者フェセル一族の女性と結婚した。

## 政歴

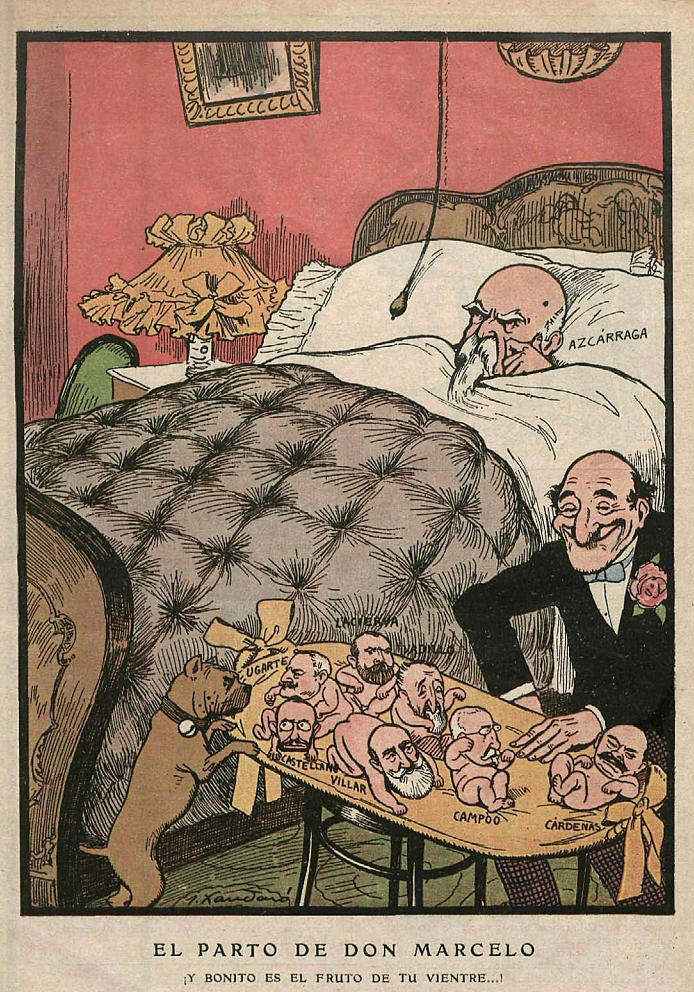
ホアキン・シャウダロ『マルセロ様の御出産』（1904年、『ヘデオン』誌）

1856年のバルドメロ・エスパルテロ退陣運動に参加後、キューバ赴任、駐メキシコ大使を歴任した。1866年にプリム将軍の革命運動鎮圧後、政府への忠誠が認められて大佐へと昇進した。1868年にはイサベル2世廃位運動に参加し、准将へと昇進した。また戦争次官へと任命され、共和政成立まで務めた。スペイン王政復古を熱烈に支持し、アルフォンソ12世のスペイン国王即位を支援した。自由保守党の一員として王政復古期には活発な政治活動を行い、アントニオ・カノバス・デル・カスティーリョおよびフランシスコ・シルベラ内閣で戦争大臣を務めた。

## 首相
1868年、スペイン女王イサベル2世の退位後、彼はスペインへと帰国し、ボルボン家の復権運動を支援し、アルフォンソ12世の即位に伴い中将へと昇進した。スペイン上院の終身議員に選出され、アントニオ・カノバス・デル・カスティーリョ内閣で戦争大臣を、さらに1897年8月8日の首相暗殺事件に伴い同年10月4日まで首相代行を務めた。彼はその後2回首相を務めているが、いずれも1年以内に辞任しており、あくまで暫定的なものであった。

## 晩年

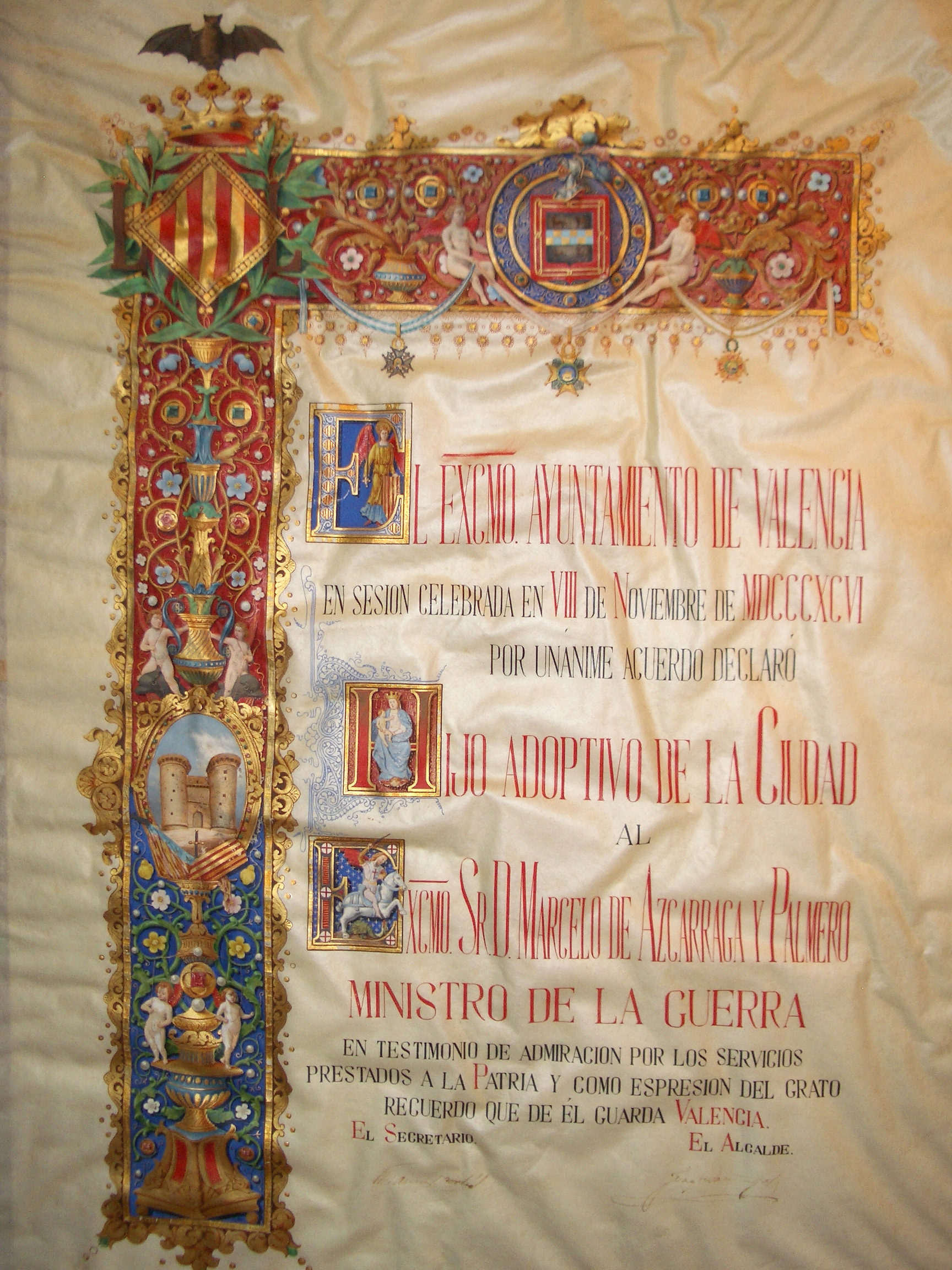
マルセロ・アスカラガ・パルメロの名誉市民証

1904年9月、72歳で陸軍退官後、君主制擁護と平和維持の功が認められ金羊毛勲章を授与された。既に聖フェルナンド勲章を授与されており、生涯年金の対象となっていた。1896年11月8日にはバレンシア市名誉市民号を送られている。1915年5月30日にマドリードで死去し、翌日聖イシドロ墓地へと埋葬されている。